# Дофин Овернский (граф Клермона)
Дофин Овернский (окс. Dalfi d'Alvernha, фр. Dauphin d'Auvergne), ок. 1150 — 23 марта 1234 или 1235) — граф Клермона и Монферрана, трубадур, покровитель трубадуров, сын Гильома VII Молодого, графа Оверни, и Маркизы д'Альбон.

## Происхождение имени

Герб дофинов Овернских

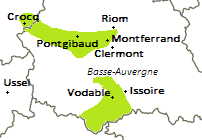
Владения дофинов Оверни

Своим именем Дофин он обязан матери, Маркизе д'Альбон, дочери Гига IV, дофина Вьеннского, носившего второе имя Дофин. Существует версия, что первым именем Дофина было Роберт, основанная на копии акта 1215 года, данного картезианскому монастырю Порт-Сен-Мари Дофином и его сыном Гильомом. Однако в достоверности этого акта сомневается Пьер Фурне. На печати Дофина 1199 года изображён дельфин написано Sigillum Delphini.

## Биография
Общепринятая дата рождения (ок. 1150 г.) соответствует году женитьбы его родителей. Но вполне вероятно, что на самом деле он родился на 10-12 лет позже. Впервые упомянут в документе 1167 года.
После смерти отца ок. 1169 года Дофин унаследовал шателении Эрман и Водабль, сеньории Иссуар, Шамалиэр, Монроньон, Плоза, Шампеи, Крок, Ориер, Нешэ, Шанона, Шоря и Рошефор. Эти владения позже получили название Овернское Дофине (фр. Dauphiné d'Auvergne).
Дофин имел репутацию любителя искусства. Покровительством при его дворе пользовались многие трубадуры: Пеироль, Пердигон, Пеир де Мансак, Гаусельм Файдит, Юг де Сен-Сирк. Сам Дофин также был трубадуром. Известны его произведения: саркастическая сирвента, адресованная Ричарду Львиное Сердце в ответ на упрёки о несоблюдении политического союза, партимен с Пердигоном, в котором Дофин развивает мысль о возможности любви между знатной дамой и мужчиной более низкого положения. Это прение продолжает тему, затронутую в поэтических спорах, начатых Гийомом де Сан-Ледье и Азалаис де Поркайрагас с Раймбаутом Оранским.

## Брак и дети
Жена: Гильометта де Комборн, графиня де Монферран, дочь Аршамбо, виконта де Комборн, и Журден де Перигор. Дети:
- Аэлис
- Гильом II
- Бланка
- Алиса